# Vigna speciosa
Vigna speciosa är en ärtväxtart som först beskrevs av Carl Sigismund Kunth, och fick sitt nu gällande namn av Bernard Verdcourt. Vigna speciosa ingår i släktet vignabönor, och familjen ärtväxter. Inga underarter finns listade i Catalogue of Life.